# Kamfest
Kamfest je kamniški poletni glasbeni festival, ki ga vsako leto organizira Kulturno društvo Priden možic s so-producenti, ob pomoči mednarodne ekipe prostovoljcev.
Prvič je bil festival organiziran poleti 2003. Danes je Festival Kamfest eden izmed največjih dogodkov v kamniški občini. Časnik Večer uvršča festival med tri največje tovrstne festivale v vsej Sloveniji.
Festival se odvija v mesecu avgustu ter povprečno traja 9 dni. Večina prireditev je za obiskovalce brezplačna. Z dodatno ponudbo predstavlja festival pomembno kulturno in socialno stičišče prebivalcev in drugih obiskovalcev ter eno glavnih točk združevanja in sodelovanja kulturnega, gospodarskega, turističnega, urbanističnega in izobraževalnega sektorja v občini Kamnik. Festival vsako leto išče prezrte prostore mesta in jih poskuša oživeti ter v okviru festival obnoviti ter predati mestu. Pri tem jim je že večkrat pomagala tudi skupina Štajn, ki povezuje mlade študente arhitekture.

## Zgodovina
Poleti 2003 je na pobudo Kulturnega društva Priden možic Občina Kamnik palacium pred kapelo na Malem gradu za mesec dni spremenila v prireditveni prostor. Tam se je med 15. avgustom in 15. septembrom odvilo približno deset prireditev, ki so bile precej ohlapno povezane s skupnim imenom Kamniško kulturno poletje. Ideja o festivalu je bila takrat še v povojih, mesec pa se je zaključil s tradicionalno kamniško prireditvijo Dnevi narodnih noš. Prihodnje leto  je Kulturno društvo Priden možic poleg iniciative in izvedbe prevzelo tudi organizacijo in produkcijo celotnega dogajanja, ki je pod novim imenom Kamfest – festival z razgledom, dobilo podobo in značilnosti pravega festivala.
Festival organizacijsko in izvedbeno že ves čas vodi Kulturno društvo Priden možic. Predvsem zaradi želje po povezovanju različnih sorodnih inštitucij je k sodelovanju že drugo leto delovanja povabilo tudi posameznike iz  nekaterih kamniških mladinskih organizacij.

## Lokacije
Festival Kamfest poteka v centru mesta Kamnik in bližnji okolici: Mali grad, Šutna in Keršmančev park, Park Evropa, Grad Zaprice, Samostan Mekinje in v zadnjih nekaj letih tudi na območju propadle tovarne črnega smodnika KIK Kamnik (Barutana).

## Nastopajoči
Na Festivalu Kamfest so že nastopili: Vlado Kreslin, Zoran Predin, Siddharta, Slon in Sadež, Klemen Klemen, Lollobrigida (HRV/SLO), Elvis Jackson, Zoster (BIH), Pepel in kri, New York Ska Jazz Ensamble (ZDA), Niet, Male Suerte (F), Dubioza kolektiv (BiH), Langa, Jani Kovačič, Overflow (HR), Gušti in Polona, Orlek, The Stroj, Avtomobili, Repetitor (SR), Joke (F), Demolition Group, Lajko Felix (H), Melodrom, La Scaña del Domingo (E), Katalena, Neca Falk, Flying Orkestar (F), Ali En, Irena Preda, Jararaja, The Bambi Molesters (HR), Darkwood Dub, Terrafolk,  Banda Berimbau (I), Los Explosivos (MEX), Janez Bončina - Benč, Oto Pestner, Borghesia, Laibach, Tadej Droljc in drugi.

## Galerija
- Samčev predor
- Otroški oder - Kršmančev park
- Prvi plakat festivala